# Anschlag (Künstlerzeitschrift)
Anschlag war eine Samisdat-Künstlerzeitschrift der DDR in Leipzig von 1984 bis 1989.

## Geschichte
Im Jahr 1984 erschien die erste Ausgabe von Anschlag. Herausgeberinnen waren Angelika Klüssendorf und Wiebke Müller. Nachdem Erstere in die Bundesrepublik  ausgereist war, erweiterte sich der Herausgeberkreis um Karim Saab und Gert Neumann. Ab 1986 gab es eine enge Zusammenarbeit mit der Galerie Eigen+Art in Leipzig, in der auch einige Redaktionssitzungen stattfanden.
Anschlag enthielt literarische Texte, Grafiken und Fotografien von jungen Künstlern. Einige der Texte waren politischer als in anderen Samisdat-Kunstzeitschriften der DDR; so wurde zum Beispiel erstmals ein Text des tschechischen Bürgerrechtlers Václav Havel abgedruckt.
Es erschienen zehn Ausgaben bis 1989, dazu zwei Sonderhefte, in jeweils etwa 99 Ausgaben. Die Texte wurden mit Schreibmaschinendurchschlägen vervielfältigt, die Grafiken und Fotografien mit technischen Verfahren.